# Апачи Кафка
Апачи Кафка (енгл. Apache Kafka) је управљач токовима порука који развија Задужбина софтвера Апач као слободан и отворен софтвер. Писан је у програмском језику Скала. Циљ пројекта је да пружи унификовану платформу за управљање токовима података која ће имати својства високог протока и малог кашњења. Кафка је у суштини „масивно скалабилни ред за поруке по принципу објављивач/претплатник, моделован као дистрибуирани трансакциони лог“, што је чини врло корисном у инфраструктурама великих предузећа.
Дизајн Кафке је под великим утицајем трансакционих логова.

## Историја
Кафку је првобитно развио LinkedIn, али је постала опен сорс пројекат почетком 2011. Кафка је „дипломирала“ у Апачи инкубатору 23. октобра 2012. У новембру 2014, неколико инжењера који су у LinkedIn-у развијали Кафку су основали нову компанију, Конфлуент чији фокус је управо Кафка.

### Предузећа која користе Кафку
Следи списак познатих предузећа који су користили или користе Кафку:
- Циско[4]
- Даумкакао[5]
- Нетфликс[6]
- Пејпал[7]
- Спотифај[8]
- Убер[9]
- Шопифај[10]
- Бетфер[11]

### Кафка перформансе
Захваљујући способности да се масивно скалира и чињеници да је углавном користе велике компаније, праћење перформанси Кафке је све значајнији задатак. Тренутно постоји неколико опен сорс (као што је LinkedIn Burrow), као и комерцијалних (као што је Датадог) платформи за мониторинг Кафке.
Кафка се често користи у спрези са алатом ZooKeeper за управљање инстанцама, што чини неопходним да се прате перформансе и овог алата у Кафка кластерима.